# Vlagstaartroestpluimbroekje
Het vlagstaartroestpluimbroekje (Ocreatus addae) is een vogel uit de familie Trochilidae (Kolibries).

## Verspreiding en leefgebied
Er zijn twee ondersoorten:
- O. u. annae: Midden- en Zuid-Peru.
- O. u. addae: Bolivia.

## Status
Het vlagstaartroestpluimbroekje komt niet als aparte soort voor op de lijst van het IUCN, maar is daar een ondersoort van het vlagstaartwitpluimbroekje (Ocreatus underwoodii addae).